# Андреевы
Андре́евы — древние русские дворянские роды.

## Происхождение и история рода
Среди всех дворянских родов Андреевых, утверждённых по личным заслугам, есть несколько старинных родов. Некоторые из них производят себя от Андреева Евстафия (Остани), русского дворянина, дипломата и воеводы в годы правления Василия III и в первые годы правления Ивана Грозного. В 1573 году опричниками Ивана Грозного числились: Бажен, Василий, Василий, Гатил, Замятня Злобин, Иван, Иван, Константин, Кузьма, Никифор, Арап, Семён, Сотник, Тренка, Федот, Чаадай и Михей Андреевы.
В XVI—XVIII веках многие Андреевы служили воеводами, стольниками, послами, дьяками (см. статью о фамилии Андреев на Родоводе):
- Андреев Яков Астафьев сын (в «Дворовой тетради» — Яков(ец) Остафьев сын Ондреева) — сын боярский III статьи по Коломне (1537); дворовый сын боярский. Сын Андреева Евстафия, упомянут и в «Тысячной книге 1550 года»[2] .
- Михаил Семёнов сын Андреев — сын боярский, в июле 1565 года находился «в большом полку[3] с воеводою князем Васильем Семеновичем Серебреным». М.Андреев упомянут как землевладелец Коломенского уезда в 1578 г.[4].
- Андреев Семён — сын боярский архиепископа тверского 1591—1592 гг..
- Андреев Пётр Фёдорович[5] — полковой воевода в Чернигове в 1596 году.
- Пётр Фёдоров сын Андреев[6] — дворянин на службе. «Имел в 1606 году в Кашире оклад 700 четей. На Резани у суда».
- Фёдор Петров сын Ондреев-Окинфеев[7] — дворянин на службе, упомянут в «Списке бояр» в разделе «жильцы все с государем» (1577). Имел в 1606 году в Юрьев-Польском оклад 550 четей.
- Василий Пантелеев сын Андреев — «предокъ рода Андреевыхъ служилъ Великому Государю, Царю и Великому Князю Алексѣю Михайловичу и верстанъ былъ въ 1664 году помѣстнымъ окладомъ, равнымъ образомъ и происшедшіе отъ него потомки продолжали дворянскія службы и владѣли наследственно недвижимымъ имѣніем. Все сіе доказывается копіею опредѣленія Тамбовскаго Дворянскаго Депутатскаго Собранія, о внесеніи рода Андреевыхъ в 6-ю часть родословной книги, въ число древняго дворянства.»
- Андреев Илья Андреевич — стольник, верхнеленский воевода. Известен по отписке (1685) иркутского письменного головы А. Л. Горчакова, направленной на имя воеводы, в которой сообщается о требовании Тушету-хана Чихунь Доржи вернуть ему верхоленских ясачных братских (бурятских) людей и тунгусов (эвенков).

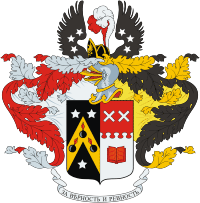
Герб лейб-кампанца Фёдора Андреевича Андреева

- Андреев Максим Андреевич — из церковников г. Мурома, в гвардии с 1739 года, из гренадер, служил в Лейб-Гвардии Преображенском полку, 25 ноября 1746 г. произведен в вице-капралы, «находясь въ Лейбъ-Компаніи, по Имянному блаженныя и вѣчной славы достойныя памяти Государыни Императрицы Елисаветъ Петровны 1741-го года Декабря 31-го дня Указу всемилостивѣйше пожалованъ съ законными его отъ сего числа рожденными и впредь рождаемыми дѣтьми и потомствомъ ихъ въ дворянское достоинство, и на оное 1751-го года Ноября въ 25-й день Дипломомъ, съ коего копія хранится в Герольдіи.» 1762 года Мая 10-го дня произведен в полковники.
- Андреев Фёдор Андреевич (1705 — ?) — Из дворян Переяславль-Рязанского уезда. Андреев начал службу в Преображенском полку въ 1737 г. гренадеромъ; принял участие в возведении на престол Императрицы Елисаветы Петровны, за что 17 Декабря 1741 г. пожалован в гренадеры Лейб-Компании, а в 1742 г. получил 29 душ крестьян в Пошехонье. Андреев был женат и имел сына Афанасия, которому в 1764 г. было 15 л. и он «служил в Кадетском корпусе кадетом». В 1759 г. Андреев подал прошение о полной отставке, с пенсией в размере половинного жалования, так как у него, кроме пожалованных 29 душ, своих крестьян и земли не было. 21 Марта 1762 г., при раскассировании Лейб — Компании, Андреев уволен в отставку секунд-майором «на своё пропитание», а в сентябре того же года подал Императрице прошение о пожаловании ему ранга и половинного жалованья, так как «по недостатку моему и по бедности моего характера содержать себя нечем»… В 1764 г. Андреев жил в Пошехонском уезде, в с. Ермаково.

## Описание гербов
Герб рода Андреевых
Герб рода Василия Андреева внесен в Часть 10 Общего гербовника дворянских родов Всероссийской империи, стр. 66
Описание герба: Щит разделен на три части. В первой — в голубом поле серебряный ключ (польский герб Ясенчик). Во второй — в красном поле пять хлебных колосьев, а в третьей пространной — в зелёном поле пук цветов. Щит увенчан дворянским шлемом и короной с тремя страусовыми перьями. Намёт на щите красный и зелёный, подложен серебром.
Герб лейб-кампанца Максима Андреева
Герб М.Андреева внесен в Часть 3 Общего гербовника дворянских родов Всероссийской империи, стр. 121
Герб лейб-кампанца Фёдора Андреева
Дипломный герб Ф.Андреева, не вошёл в Общий гербовник дворянских родов Всероссийской империи. Изображение герба приводится по книге «Гербы Лейб-компании обер- и унтер-офицеров и рядовых» (сост. С. Н. Тройницкий, 1914 г.)

## Представители дворянских родов

### Известные представители дворянских родов
- Андреев Александр Николаевич (1821—1880) — адмирал, участник Крымской войны и обороны Севастополя.
- Андреев, Александр Петрович (28 июля 1820 — 30 мая 1882) — русский гидрограф, генерал-лейтенант, участник Крымской войны.
- Андреев Алексей Сидорович (?-?) — на службе офицером с 1814 по 1857. Служил по армейской пехоте. Полковник (1832), генерал-майор (1848). Участник Русско-турецкой войны 1828—1829. Командир 3-й учебной бригады военных кантонистов. Золотое оружие (1828). Кавалер ордена Святого Георгия IV класса [выслуга] (1.XII.1835)
- Андреев Андрей Николаевич (1803 — 28.9.1831) — подпоручик лейб-гвардии Измайловского полка. Декабрист. Член Северного общества (1825).
- Андреев Андрей Парфёнович (1855—1924) — русский контр-адмирал, участник русско-японской войны, в 1904 году командовал крейсером 1-го ранга «Россия»
- Андреев Василий А. (?-?) — офицер Отдельного Кавказского корпуса, служил на Кавказе в 1816—1836 гг., автор «Воспоминаний из Кавказской старины», статский советник.
- Андреев Василий Васильевич (1861—1918) — музыкант, композитор, виртуоз-балалаечник. Организатор и руководитель первого оркестра русских народных инструментов (1888, с 1896 — Великорусский оркестр)
- Андреев, Иван Григорьевич (1744—1824 гг.) — военный инженер-топограф, краевед, этнограф, автор первого специального историко-этнографического исследования о казахах Среднего жуза «Описание Средней орды киргиз-кайсаков».
- Андреев Михаил Семёнович (1848 — 19??) — русский генерал от инфантерии, участник русско-турецкой войны 1877-78 гг.
- Андреев Николай Иванович (1792—1870) — мемуарист, отец драматурга Александра Николаевича Андреева. Участвовал в войнах 1812—1814 годов. В 1812 г. капитан, адъютант командира 50-го Егерского полка. Его правдивые «Записки» напечатаны в «Русском Архиве» 1879 года.
- Андреев Николай Николаевич (1824—1888) — вице-адмирал, из дворян Екатеринославской губернии, участник Крымской войны и обороны Севастополя.
- Андреев, Николай Петрович (1838—1927) — русский военный педагог, генерал-лейтенант, директор Сибирского кадетского корпуса.
- Андреев Павел Петрович (1843—?) — русский адмирал, участник Русско-турецкой войны 1877—1878.
- Андреев П. Ф. (?-?) — полковник, командир эскадрона Лейб-гвардии Драгунского полка. Участвовал в войнах 1812—1814 годов. Кавалер ордена Святого Георгия IV класса № 2481 (1114) награждён 23 декабря 1812 г.
- Андреев Пётр Яковлевич (?-?) — майор Углицкого пехотного (1820), 26-го егерского (с 1821 г.) полков.
- Андреев Прокофий Андреевич (?-?) — майор, командир 2-го егерского полка (12.06.1809-18.09.1811).
- Андреев Яков Андреевич (?-?) — майор, командир Углицкого пехотного полка (17.02.1812-27.08.1816).
- Андреев-Бурлак Василий Николаевич (1843—1888) — актёр.

### Дворяне конца XIX века с этой фамилией

#### Потомственные дворяне
- Андреев Александр, коллежский советник, жалован дипломом на потомственное дворянское достоинство 04.02.1881. ДС-I-031
- Андреев Платон, коллежский советник, жалован дипломом на потомственное дворянское достоинство 05.02.1844. ДГ, ч. А

#### Дворяне, внесённые в губернские родословные книги
В конце строки — губерния и уезд к которой они приписаны.
- Андреев, Василий Харламович, Орловская губерния. Карачевский уезд. Гг. дворяне, имеющие право голоса во всех постановлениях дворянства, без участия в выборах.
- Андреев, Владимир Николаевич, подполковник, Воронежская губерния. Коротоякский уезд. Внесены в родословную книгу.
- Андреев, Дмитрий Николаевич, коллежский регистратор, Воронежская губерния. Коротоякский уезд. Внесены в родословную книгу.
- Андреев, Дмитрий Николаевич, коллежский регистратор, г. Бирюч. Воронежская губерния. Бирюченский уезд. Внесены в родословную книгу.
- Андреев, Иван Николаевич, врач, Симбирская губерния. Сызранский уезд.
- Андреев, Лев Фёдорович, поручик, им. при с. Beлелкине хуторе. Тамбовская губерния. Моршанский уезд. Владеющие недвижимым имуществом.
- Андреев, Митрофан Николаевич, губернский секретарь, Воронежская губерния. Коротоякский уезд. Внесены в родословную книгу.
- Андреев, Митрофан Петрович, поручик, земск. нач. 3 уч. Миргородск. у., местечко Камышна. Полтавская губерния. Миргородский уезд.
- Андреев, Митрофан Сергеевич, титулярный советник, земск. нач. 5 уч. Симбирск. у., г. Симбирск. Симбирская губерния. Симбирский уезд.
- Андреев, Николай Михаилович, статский советник, председ. Верейск. земск. управы, с. Таширово., Московская губерния. Верейский уезд.
- Андреев, Николай Николаевич, коллежский асессор, Вологодск. уездн. предводитель дворянства, г. Вологда. Вологодская губерния.
- Андреев, Николай Семёнович, инженер-полковник, Нижегородская губерния. Дворяне, имеющие право участвовать в делах и выборах Собрания.
- Андреев, Николай Семёнович, коллежский секретарь, дер. Грачевка. Пензенская губерния. Мокийанский уезд.
- Андреев, Николай Сергеевич, коллежский советник, земск. нач. 1 уч. Симбирск. у., с. Ясашная Ташла, Подкуровск. вол. Симбирская губерния. Симбирский уезд.
- Андреев, Николай Фёдорович, штабс-капитан гвардии, г. Вологда. Вологодская губерния.
- Андреев, Петр Михаилович, штабс-ротмистр, с. Вередеево. Нижегородская губерния. Нижегородский уезд.
- Андреев, Сергей Аркадьевич, земский начальник, г. Верея. , Московская губерния. Верейский уезд.
- Андреев, Страт. (Стратон(ик)?) Николаевич, подполковник, хут. Хролов Воронежская губерния. Бирюченский уезд. Внесены в родословную книгу.
- Андреев, Харлам Харламович[12], Орловская губерния. Карачевский уезд. Гг. дворяне, имеющие право голоса во всех постановлениях дворянства, без участия в выборах.
- Андреев, Яким Харламович, Орловская губерния. Карачевский уезд. Гг. дворяне, имеющие право голоса во всех постановлениях дворянства, без участия в выборах.
- Андреева, Mapия Васильевна, Воронежская губерния. Воронежский уезд. Не внесены в родословную книгу
- Андреева, Елизавета Михаиловна, жена поручика, с. Кирсуновая Слободка. Полтавская губерния. Миргородский уезд.